# Frei-Laubersheim
Frei-Laubersheim település Németországban, Rajna-vidék-Pfalz tartományban. Lakosainak száma 1033 fő (2023. december 31.).

## Népesség
A település népességének változása:
| Lakosok száma | 1006 | 1034 | 1040 | 1021 | 1045 | 1033 |
|               | 1975 | 2017 | 2019 | 2021 | 2022 | 2023 |